# Kyle McGrath
Pour les articles homonymes, voir McGrath.
 (août 2017).
Kyle Daniel McGrath (né le 31 juillet 1992 à Louisville, Kentucky, États-Unis) est un lanceur gaucher de la Ligue majeure de baseball.

## Carrière
Joueur des Cardinals de l'université de Louisville, Kyle McGrath est choisi par les Padres de San Diego au 36e tour de sélection du repêchage de 2014.
Il fait ses débuts dans le baseball majeur avec San Diego le 30 juillet 2017 comme lanceur de relève face aux Pirates de Pittsburgh.